# Vasili Samarsky-Bykhovets
Vasili Evgrafovich Samarsky–Bykhovets (Oblast de Tomsk, 7 de Novembro de 1803 — 31 de Maio de 1870), em russo:  Василий Евграфович Самарский–Быховец, também conhecido por Basílio Samara ou Samarski, foi um militar, geólogo e engenheiro de minas ligado à descoberta, em 1847, do mineral samarskite em amostras recolhidas numa mina da região de Miass, nos Montes Urais. Foi também homenageado na designação do elemento químico samário, isolado a partir da samarskite, sendo a primeira pessoa cujo nome foi incorporado na designação de um elemento químico.

## Biografia
Nasceu na região de Tomsk, na Sibéria, no seio de uma família da nobreza russa. Ingressou no Exército Imperial Russo como cadete, graduando-se em 1823 na então Escola de Minas do Corpo de Cadetes (Горный кадетский корпус), em São Petersburgo, o actual Universidade Estatal de Minas de São Petersburgo (СПГГУ — Санкт-Петербургский государственный горный университет (национальный исследовательский университет)), à época já uma das melhores instituições de investigação e ensino da mineralogia e tecnologia de minas da Europa.
Iniciou a sua carreira como oficial do Corpo de Engenheiros de Minas do Exército Russo sendo colocado na instalações metalúrgicas de Kolyvan-Voskresensky (Колывано-Воскресенских), transferido pouco depois para as funções de encarregado das minas de Salair (Салаирского), nos Montes Altai da Sibéria, e depois para as de inspector das minas de Ridder e Krukovka (Риддерского и Крюковского), no actual Cazaquistão.
Em 1828 foi transferido para São Petersburgo, onde foi sucessivamente nomeado para os cargos de assistente do director do Gabinete Mineralógico Imperial, a colecção de minerais da corte imperial russa, e chefe do Departamento de Mineração do governo imperial.
Em 1834 foi promovido a capitão e colocado no estado-maior do Corpo de Engenheiros de Minas (КГИ — Корпуса горных инженеров), em São Petersburgo, passando a leccionar na escola de mineração onde se graduara. Em 1843 foi promovido a coronel e em 1846 foi nomeado chefe de estado-maior do Corpo de Engenheiros de Minas, cargo que exerceu até 1861.
Enquanto chefe de estado-maior do Corpo de Engenheiros de Minas, integrou a comissão formada em 1847, sob a presidência de Maximiliano de Beauharnais, o duque de Leuchtenberg e genro do imperador Nicolau I da Rússia, para promover a elaboração dos estatutos do Instituto Estatal de Minas (штата Горного Института), do qual passou a ser professor.
Em 1852 integrou a comissão encarregue do desenvolvimento da produção de aço na Rússia e em 1853 foi encarregue de melhorar a produção siderúrgica em Olonets e de propor mudanças na gestão das instalações mineiras e de siderurgia existentes naquela região.
A partir de 1855 foi nomeado presidente do serviço de auditoria das minas do Império Russo, cargo que passou a acumular com as funções de chefia do estado-maior do Corpo de Engenheiros de Minas e de membro conselho e da comissão científico daquela instituição. Manteve também a sua actividade docente no Instituto de Mineração do Corpo de Engenheiros de Minas. Em 1860 foi promovido a tenente-general.
Em 1861 cessou as suas funções de chefia do estado-maior Corpo de Engenheiros de Minas e nesse mesmo ano foi nomeado presidente do Corpo de Engenheiros de Minas, e pouco mais tarde presidente do Conselho de Mineração e da comissão de revisão do Código de Mineração. Em 1862 esteve de licença no estrangeiro durante três meses para visitar a Exposição Internacional de Londres.
Durante a sua longa e distinta carreira como oficial militar e administrador da mineração no Império Russo recebeu diversas distinções honoríficas, entre as quais a de membro da Ordem da Águia Branca. Em 1839 o químico Heinrich Rose deu o nome de samarskite a um novo mineral descoberto em amostras enviadas de Miass, nos Urais meridionais, por iniciativa de Vasili Evgrafovich Samarsky–Bykhovets. Quando nesse mineral foi identificado um novo elemento químico, o mesmo foi denominado samário, sendo o primeiro nome de um elemento criado para homenagear uma pessoa.
Apesar de duplamente homenageado na designação da samarskite e do samário, Samarsky–Bykhovets não esteve directamente envolvido na investigação que levou à identificação daquelas substâncias, tendo apenas, como oficial encarregue da administração mineira da Rússia, autorizado o acesso a amostras minerais recolhidas nos Urais. Essa autorização foi concedida ao mineralogista alemão Gustav Rose, que em 1839 descreveu um novo mineral encontrado nessas amostras ao qual deu o nome de uranotantalum, acreditando que na sua composição estava presente o elemento químico tântalo. Em 1846–1847, o irmão e colega mineralogista Heinrich Rose determinou que o principal constituinte do mineral era o nióbio e sugeriu uma alteração de nome para evitar confusão com outros minerais. O novo nome escolhido por Gustav Rose foi samarskite em reconhecimento pelo papel de Samarsky–Bykhovets na obtenção das amostras onde o mineral fora identificado. Mais tarde diversos elementos do grupo dos lantanídeos foram isolados daquele mineral, entre os quais o samário, nome derivado do mineral, mais uma vez prestando assim indirectamente homenagem a Samarsky–Bykhovets.